# 460
460 (CDLX) fue un año bisiesto comenzado en viernes del calendario juliano, en vigor en aquella fecha.
En el Imperio romano, el año fue nombrado el del consulado de Magno y Apolonio, o menos comúnmente, como el 1213 Ab urbe condita, adquiriendo su denominación como 460 a principios de la Edad Media, al establecerse el anno Domini.

## Acontecimientos
- 27 de marzo: los suevos ocupan la ciudad de Lugo.
- El emperador romano Mayoriano es derrotado por los visigodos.
- La Iglesia copta se separa de la Iglesia ortodoxa de Alejandría.
- Fracasa completamente la expedición romana occidental contra el vándalo Genserico en Cartago.[1]
- Los visigodos intervienen en Gallaecia contra los suevos, apoyados por el campesinado.[2]

## Fallecimientos
- Elia Eudocia, emperatriz bizantina.